# فهد السبیعی
فهد السبیعی (عربی: فهد علي السبيعي؛ زادهٔ ۱ ژانویهٔ ۱۹۸۸) یک ورزشکار اهل عربستان سعودی است.
از باشگاه‌هایی که در آن بازی کرده‌است می‌توان به باشگاه فوتبال النصر عربستان سعودی، باشگاه فوتبال القادسیه عربستان سعودی، باشگاه فوتبال الرائد عربستان سعودی، باشگاه فوتبال نجران عربستان سعودی، و باشگاه فوتبال الشعله عربستان سعودی اشاره کرد.